# Bắp chuối mỏ dày
Arachnothera crassirostris là một loài chim trong họ Nectariniidae.